# Filippo Castelli
Filippo Castelli (Monza, 29 luglio 1859 – Monza, 23 ottobre 1932) è stato un pittore e decoratore italiano.

## Biografia
La pittura per lui era la vera passione anche se non poté coltivarla a tempo pieno; per sostenersi infatti esercitava l'attività di decorazioni murali. 

Rimasto a margine della cerchia di artisti di Monza, e anche meno ricercato dai committenti, ma riconosciuto nel suo valore da molta critica, si dedicò in particolare all'autoritratto.

## Opere
- Autoritratto (1890)
- La madre profuga (1918 circa)
- Testa di vecchio